# Gesala
Gesala är en småort utanför Romfartuna i Romfartuna socken i Västerås kommun, Västmanland.
Gesala ligger längs Riksväg 56 och är mest känd för sin  äggfabrik Gesala ägg.